# 濘鰍
濘鰍為輻鰭魚綱鯉形目鰍科的其中一種，為亞熱帶淡水魚，被IUCN列為極危保育類動物，分布於歐洲克羅埃西亞Prolozac湖流域，為特有種，體長可達5.3公分，棲息在湖泊底層水域，生活習性不明。

## 扩展阅读
維基物種上的相關：濘鰍